# Louis de Bourbon-Siciles (1838-1886)
Titre
Prince héritier des Deux-Siciles
22 mai 1859 – 13 février 1861
(1 an, 8 mois et 22 jours)
Louis Marie de Bourbon, prince des Deux-Siciles, comte de Trani (Naples, 1er août 1838 - Paris 9e, 8 juin 1886) est un membre de la Maison royale des Deux-Siciles. Second fils du roi Ferdinand II, il fut héritier présomptif du trône de 1859 à 1861.

## Une enfance insouciante

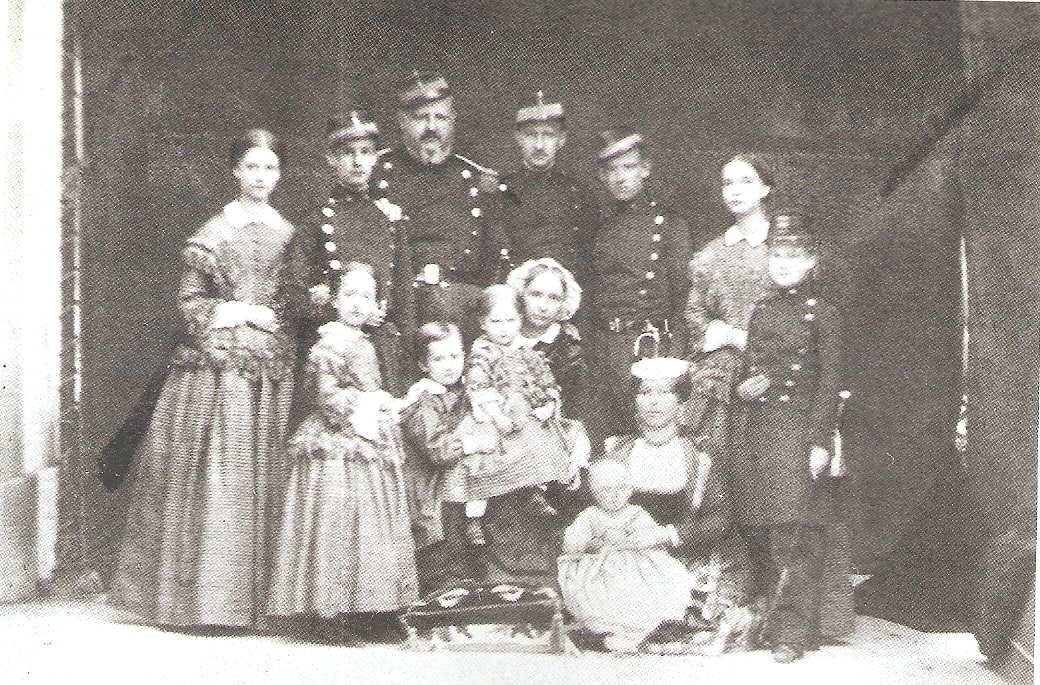
La famille royale vers 1857

Le prince Louis est le premier des douze enfants issu du second mariage du roi Ferdinand II, veuf de Marie-Christine de Savoie, avec l'archiduchesse Marie-Thérèse d'Autriche de la branche de Teschen. De son premier mariage le roi avait un fils François, duc de Calabre né le 16 janvier 1836, soit quinze jours avant le décès de sa mère. Lorsqu'il voit le jour, le prince Louis est donc deuxième dans l'ordre de succession au trône du royaume des Deux-Siciles, après son frère aîné, mais sans perspective immédiate de succession au trône.
La reine Marie-Thérèse est une seconde mère pour le prince héritier tout en donnant régulièrement des enfants à la couronne. La fratrie comptera treize enfants dont certains meurent en bas âge. Le couple royal est proche de ses enfants et reçoit les ambassadeurs sans manières tenant un de ses enfants dans les bras ou sur ses genoux. La reine, femme pieuse, vit à l'écart des divertissements de la cour, se consacrant à l'éducation de ses enfants auxquels elle inculque des conceptions particulièrement conservatrices et qu'elle maintient dans un état d'enfance prolongée.

## La révolution et la mort du père
Le 12 janvier 1848, la révolution éclate en Sicile. La vague révolutionnaire déferle sur le reste de l'Italie et embrase l'Europe. Le roi mène une répression féroce allant jusqu'à faire bombarder la ville de Messine. Il devient l'incarnation du souverain « réactionnaire » et les libéraux le surnomment « Re Bomba », négligeant le fait que le roi de Sardaigne a réprimé de manière aussi cruelle la révolte de la ville de Gènes. Mais le roi de Sardaigne se pose en roi libéral.
Les princes de Sicile vivent loin de ces événements. Avec ses frères François, duc de Calabre, Alphonse, comte de Caserte et Gaétan, comte d'Agrigente, le comte de Trani amuse la cour par ses facéties. 
Le 8 décembre 1856, au sortir de la messe célébrant l'Immaculée Conception, le roi est victime d'une tentative d'assassinat. Blessé physiquement et psychologiquement, il s'enferme dans ses palais auprès de sa famille et mène une politique de plus en plus répressive et impopulaire. Il meurt en 1859 peu après le mariage de son fils aîné avec la duchesse Marie en Bavière, sœur de l'impératrice d'Autriche. Le prince François monte alors sur le trône des Deux-Siciles sous le nom de François II. Comme François n'a toujours pas d'enfants, le prince Louis devient son héritier présomptif.

## La défaite et l'exil
Le nouveau roi François II est un jeune homme de 23 ans peu formé à l'exercice du pouvoir. Soutenu par la France, le roi de Sardaigne qui désire réaliser l'unité de l'Italie à son profit, conquiert le Milanais et les états du Nord de l'Italie ainsi qu'une partie des États pontificaux.  Il envoie l'expédition des Mille sous les ordres de Garibaldi conquérir le royaume des Deux-Siciles. Les troupes napolitaines sont vaincues et la famille royale se réfugie dans la citadelle de Gaète où la jeune reine Marie, soutenue par ses beaux-frères, devient l'incarnation de la résistance. Finalement vaincu, François II et la famille royale trouvent refuge à Rome où le pape Pie IX leur accorde l'asile dans le palais du Quirinal puis au palais Farnèse. Héritier du trône, le comte de Trani aurait vertement reproché à son frère la reddition.

## Le mariage et la mort

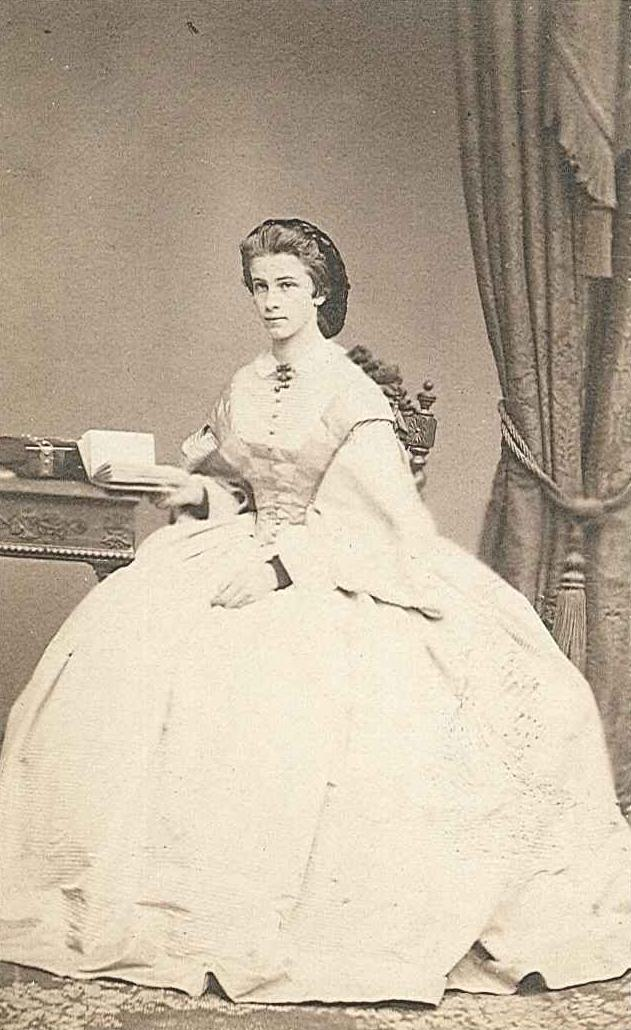
La comtesse de Trani

La jeune reine Marie s'ennuie à Rome auprès d'un mari terne et immature. Avec sa sœur, l'impératrice d'Autriche, elle envisage de se trouver une compagne en la personne de leur sœur cadette Mathilde. Un mariage est arrangé et la jolie Mathilde épouse à Munich le 5 juin 1861 le comte de Trani. Les deux sœurs épousent les deux frères et les deux unions sont très malheureuses et ne seront consommées que tardivement. La jeune reine prend un amant puis se retire dans un couvent de sa Bavière natale non pour entrer en religion à la suite de la défaite comme le suppose la presse de l'époque mais pour accoucher d'un enfant adultérin.  Mathilde aussi prend pour amant un diplomate espagnol. À l'instar de sa sœur, la comtesse de Trani aurait accouché d'un enfant adultérin en 1864. Les deux sœurs voyagent à travers l'Europe. Louis sombre dans l'alcool et la débauche. En 1867 naît leur unique enfant :
- Marie-Thérèse-Madeleine (Zurich, 15 janvier 1867 - Cannes, 15 janvier 1909) qui épouse en 1889 Guillaume, prince de Hohenzollern (1864-1927).

La même année, victime de l'épidémie de choléra, la reine-mère Marie-Thérèse s'éteint à Rome, quelques jours avant le plus jeune de ses enfants. La famille est très affectée par ces deux décès. 
En 1869, Louis a un enfant adultérin : Charles de Duzzio (1869-1931). En 1871, son frère cadet Gaétan de Bourbon-Siciles, gendre de la reine d'Espagne, se suicide d'une balle dans la tête à l'âge de 25 ans.
Le comte de Trani est déclaré mort d'une crise cardiaque à Paris le 8 juin 1886. La rumeur prétend qu'il se serait donné la mort en se jetant dans le lac de Zug.

## Épilogue
La comtesse survivra plus de quarante ans à son mari. Elle accompagnera jusqu'à la fin sa fille atteinte d'une sclérose en plaques. Elle mourra en 1925 après avoir été témoin de la chute des monarchies d'Europe centrale. 

## Titulature et décorations

### Titulature
- 1er août 1838 — 8 juin 1886 : Son Altesse Royale Louis de Bourbon, comte de Trani, prince des Deux-Siciles

### Décorations dynastiques
Empire d'Autriche
| Ordre militaire de Marie-Thérèse | Chevalier de l'ordre militaire de Marie-Thérèse |

 Royaume de Bavière
| Ordre de Saint-Hubert | Grand-croix de l'ordre de Saint-Hubert |

 Royaume des Deux-Siciles
| Ordre de Saint-Janvier                                  | Chevalier de l'illustre ordre royal de Saint-Janvier (1843)                                          |
| Ordre sacré et militaire constantinien de Saint-Georges | Chevalier Grand-croix de justice de l'ordre sacré et militaire constantinien de Saint-Georges (1843) |
| Ordre de Saint-Ferdinand et du Mérite                   | Grand-croix de l'ordre de Saint-Ferdinand et du Mérite                                               |

 Royaume d'Espagne
| Ordre de la Toison d'or | Chevalier de l'ordre de la Toison d'or (2 novembre 1852) |